# 1558
| [ Edytuj tabelę ]              | |
| Król Polski                    | - 1530 Zygmunt II August 1572 |
| Współksiążęta Andory           | - 1556 Juan Pérez García de Oliván 1560 - 1555 Joanna d’Albret 1572 - 1555 Antoni Burbon 1562                                                                            |
| Król Anglii                    | - 1553 Maria I 1558 - 1558 Elżbieta I 1603 |
| Elektor Brandenburgii          | - 1535 Joachim II Hektor 1571 |
| Książę Bawarii                 | - 1550 Albrecht V 1579 |
| Sułtan Brunei                  | - 1521 Abdul Kahar 1575 |
| Cesarz Chin                    | - 1521 Jiajing 1566 |
| Król Czech                     | - 1526 Ferdynand I Habsburg 1564 |
| Król Danii                     | - 1534 Chrystian III 1559 |
| Dalajlama                      | - 1543 Sonam Gjaco 1588 |
| Cesarz Etiopii                 | - 1540 Klaudiusz 1559 |
| Król Francji                   | - 1547 Henryk II 1559 |
| Król Hiszpanii                 | - 1556 Filip II 1598 |
| Hrabia Holandii                | - 1555 Filip II Habsburg 1572 |
| Szach Iranu                    | - 1524 Tahmasp I 1576 |
| Państwo Wielkich Mogołów       | - 1556 Akbar 1605 |
| Władca Inków                   | - 1545 Sayri Tupac 1558 - 1558 Titu Cusi Yupanqui 1571 |
| Król Irlandii                  | - 1554 Maria I Tudor 1558 - 1558 Elżbieta I Tudor 1570 |
| Cesarz Japonii                 | - 1557 Ōgimachi 1586 |
| Kalif                          | - 1520 Sulejman I 1566 |
| Władca Korei                   | - 1545 Myŏngjong 1567 |
| Wielki książę litewski         | - 1530 Zygmunt August 1569 |
| Sułtan Maroka                  | - 1557 Abdullah al-Ghalib 1574 |
| Senior Monako                  | - 1532 Honoriusz I 1581 |
| Król Nawarry                   | - 1555 Joanna d’Albret 1572 |
| Król Norwegii                  | - 1534 Chrystian III 1559 |
| Sułtan Omanu                   | - 1529 Bakarat ibn Muhammad 1560 |
| Elektor Palatynatu             | - 1556 Otto Henryk 1559 |
| Papież                         | - 1555 Paweł IV 1559 |
| Książę Parmy i Piacenzy        | - 1556 Oktawiusz Farnese 1586 |
| Król Portugalii                | - 1557 Sebastian 1578 |
| Książę w Prusach               | - 1525 Albrecht 1568 |
| Car Rosji                      | - 1547 Iwan IV Groźny 1584 |
| Cesarz Rzymski (niemiecki)     | - 1519 Karol V Habsburg 1558 - 1558 Ferdynand I Habsburg 1564 |
| Kapitanowie Regenci San Marino | - 1557 Pier Paolo Bonelli Vincenzo Gombertini 1558 - 1558 Girolamo Giannini Francesco di Sebastiano Onofri 1558 - 1558 Innocenzo Brancuti Rinaldo di Giovanni Baldi 1559 |
| Elektor Saksonii               | - 1553 August Wettyn 1586 |
| Król Szkocji                   | - 1542 Maria Stuart 1567 |
| Król Szwecji                   | - 1521 Gustaw I Waza 1560 |
| Król Tajlandii                 | - 1548 Phra Maha Chakkraphat 1568 |
| Sułtan Turków                  | - 1520 Sulejman Wspaniały 1566 |
| Doża Wenecji                   | - 1556 Lorenzo Priuli 1559 |
| Król Węgier                    | - 1526 Ferdynand I 1564 - 1540 Jan II Zygmunt Zápolya 1571 |

Rok 1558 / MDLVIII
stulecia: XV wiek ~
XVI wiek ~
XVII wiek

lata: 1548 «
1553 «
1554 «
1555 «
1556 «
1557 «
1558
» 1559
» 1560
» 1561
» 1562
» 1563
» 1568

## Wydarzenia w Polsce
- 11 stycznia – powódź wywołana przez sztorm na Bałtyku całkowicie zniszczyła Łebę. Miasto odbudowano po drugiej stronie rzeki Łeby.
- 18 października – z inicjatywy króla Zygmunta II Augusta, Prosper Provana zorganizował pierwsze międzynarodowe połączenie pocztowe między Krakowem a Wenecją. Data ta jest uważana za początek poczty na ziemiach polskich.
- 5 grudnia – w Piotrkowie rozpoczął obrady sejm[1].
- Izba poselska jednomyślnie przyjęła projekt wykluczający biskupów rzymskokatolickich z wyborów królów polskich. Projekt upadł z powodu braku zgody króla i senatu[2].
- powstał Traktat o Tatarach polskich

## Wydarzenia na świecie
- 7 stycznia – Francja odebrała Anglii Calais, ostatnią posiadłość angielską na kontynencie.
- 2 lutego – założono Uniwersytet w Jenie.
- 8 marca – Pori w Finlandii uzyskało prawa miejskie.
- 24 kwietnia – królowa Szkocji Maria I Stuart poślubiła w katedrze Notre Dame delfina i późniejszego króla Francji Franciszka II Walezjusza.
- 13 lipca – VIII wojna włoska: wojska hiszpańskie zwyciężyły armię francuską w bitwie pod Gravelines.
- 17 listopada – na tron w Anglii wstąpiła Elżbieta I Tudor.

- Otwarto port w Narwie.

## Urodzili się
- luty – Hendrik Goltzius, holenderski rytownik i malarz (zm. 1617).
- 8 marca – Albrycht Radziwiłł (1558-1592), syn Mikołaja Radziwiłła Czarnego (zm. 1592).
- 15 czerwca – Andreas von Österreich, był synem arcyksięcia tyrolskiego Ferdynanda II i Filipiny Welser (zm. 1600).
- 9 lipca – David Origanus, niemiecki matematyk, filozof i astronom (zm. 1628).
- 11 lipca – Robert Greene, angielski pisarz, autor sztuk teatralnych, krytyk (zm. 1592).
- 19 sierpnia – Franciszek Burbon-Conti, trzeci syn Ludwika I Burbona, księcia de Condé (zm. 1614).
- 12 października – Maksymilian III Habsburg, arcyksiążę austriacki, wielki mistrz zakonu krzyżackiego (zm. 1618).
- 24 października – Szymon Szymonowic, polski poeta (zm. 1629)
- 25 października – Ottavio Bandini, włoski kardynał (zm. 1629).
- 3 listopada – Thomas Kyd, brytyjski dramaturg (zm. 1594).
- Cardin Le Bret, francuski teoretyk polityczny i propagator (zm. 1655).
- Piotr Ciekliński, polski pisarz i poeta renesansowy (zm. 1604).
- Mikołaj Daniłowicz (zm. 1624), oboźny wielki koronny, marszałek.
- Tomasz Erdődy, ban Chorwacji, Słowacji i Dalmacji, podskarbi koronny (zm. 1624).
- Jakub Geranus, jezuita, rektor kolegiów jezuickich, rektor Klementinum w Pradze (zm. 1630).
- Dorota Kątska, ksieni krakowskiego klasztoru norbertanek na Zwierzyńcu (zm. 1643).
- Stanisław Krasiński (wojewoda płocki), syn Andrzeja, brat Jana Andrzeja (zm. 1617).
- Mikołaj Sapieha (1558–1638), wojewoda nowogródzki (zm. 1638).
- Michał Waleczny, hospodar Wołoszczyzny Mołdawii (zm. 1601)
- Magdalena von Waldeck, córka Filipa IV Waldeck-Wildungen (zm. 1599).
- Henryk Walpole, święty katolicki, jezuita, męczennik (zm. 1595).

## Zmarli
- 25 lutego – Eleonora Austriacka, królowa Portugalii i królowa Francji, żona Manuela I i Franciszka I (ur. 1498)
- 15 kwietnia – Roksolana, żona sułtana Sulejmana Wspaniałego.
- 21 września – Karol V Habsburg, cesarz rzymski, król Hiszpanii (ur. 1500)
- 18 października – Maria Habsburżanka, królowa Czech i Węgier, namiestnik Niderlandów Habsburskich, żona Ludwika II Jagiellończyka (ur. 1505)
- 17 listopada – Maria I Tudor, królowa Anglii (ur. 1516)